# Site patrimonial d'Arvida
Le site patrimonial d'Arvida est un le plus ancien secteur de la ville industrielle planifiée d'Arvida, à Saguenay au Québec (Canada). Cette zone de 178 ha comprend plus de 800 bâtiments, en majorité des maisons individuelles détachées construites entre 1926 et 1950. On y rencontre aussi des bâtiments commerciaux et institutionnels, des parcs et des espaces verts.
Il a été désigné comme lieu historique national du Canada en 2012 par la commission des lieux et monuments historiques du Canada et déclaré site patrimonial par le Gouvernement du Québec en 2018.